# Frente do Banco do Nilo Ocidental
Frente do Banco do Nilo Ocidental (em inglês:  West Nile Bank Front, WNBF) foi um grupo armado rebelde em Uganda, sob o comando do Juma Oris. O grupo iniciou uma campanha contra o presidente Yoweri Museveni em 1995. Parece ter sido um braço do Exército Democrático do Povo de Uganda no Nilo Ocidental e recrutou principalmente no condado de Koboko em Arua e Obongi em Moyo.
Foi ativo até o final da Primeira Guerra do Congo em 1997, combatendo a partir do Sudão e da República Democrática do Congo contra a Força de Defesa Popular de Uganda. O grupo operou pela desestabilização do norte de Uganda. Foi responsável por muitos sequestros e violentos ataques e teve objetivos e táticas semelhantes as do Exército de Resistência do Senhor. Embora inicialmente tenha recrutado com promessas de pagamento generoso, o que se provou falso, acabou empregando recrutamento forçado para prover suas fileiras. As táticas brutais da Frente do Banco do Nilo Ocidental, incluindo a colocação de minas terrestres, fizeram com que perdesse o apoio popular na região. Além disso, competiam com o grupo rebelde Frente de Resgate Nacional de Uganda II, que operava na mesma região simultaneamente.
O grupo passaria a sofrer uma pressão militar sobre suas bases no sul do Sudão pelo Exército de Libertação do Povo do Sudão, apoiado pelos ugandenses. As últimas bases da Frente do Banco do Nilo Ocidental no Sudão foram destruídas em uma grande batalha em Kaya na qual o Exército de Libertação do Povo do Sudão, a Força de Defesa Popular de Uganda e vários grupos armados congoleses participaram, embora alguns ex-membros tenham se juntado a pequenos movimentos rebeldes baseados na República Democrática do Congo. Em 1998, a Frente do Banco do Nilo Ocidental como um grupo não era mais capaz de atividade significativa.